# Derby North

La circonscription dans le Derbyshire.

La circonscription de Derby North est une circonscription électorale anglaise située dans le Derbyshire et représentée à la Chambre des communes du Parlement britannique.